# Absolutely Fabulous
Absolutely Fabulous è una serie televisiva britannica andata in onda sulla BBC tra il 1992 e il 2012 e trasmessa in Italia, in prima tv, tra il 2003 e il 2004.

## Trama
Le protagoniste di questa sitcom sono Edina Moonson (Jennifer Saunders) e la sua migliore amica Patsy Stone (Joanna Lumley), due ex hippy benestanti dedite ad alcool e consumo di droghe. Edina è proprietaria di una agenzia di pubbliche relazioni e vive in una casa in Holland Park con la figlia. Ha avuto due mariti ed è ossessionata dalla moda e dal tentativo continuo di dimagrire. Patsy dirige una rivista di moda ed è un'amica di infanzia di Edina (spesso vedremo dei flashback riguardanti i loro trascorsi insieme). È un'ex modella, nella serie si dirà che non mangia niente da trent'anni e non rivelerà mai la sua vera età. Ha una sorella che la odia e che ha tentato di ucciderla.
La figlia di Edina, Saffron (Julia Sawalha), fa da contraltare alla vita sregolata delle due: ragazza colta e studiosa, spesso entra in contrasto con la madre. Nella quarta serie scriverà un dramma sul suo rapporto con la madre, ma il pubblico lo interpreterà come una commedia.
Nella quinta serie tornerà incinta da una missione umanitaria in Uganda e darà alla luce una bambina che chiamerà Jane (Ma che Edina si ostinerà a chiamare Lola).
Altri personaggi ricorrenti della serie sono: la madre di Edina (June Whitfield) la quale riserva tutte le proprie cure materne alla nipote, ignorando la figlia, la svampita segretaria di Edina, Bubble (Jane Horrocks), il primo marito di Edina, Marshall Turtle (Christopher Ryan), da cui Edina ha avuto un altro figlio, Serge, che vive in America e che, sebbene venga spesso nominato, comparirà solo in un episodio speciale, Justin (Christopher Malcolm), il secondo marito di Edina e padre di Saffron, rivelatosi omosessuale, Sarah (Naoko Mori) la migliore amica orientale di Saffron, che nella quinta serie comincerà a perseguitare un'altra amica di Saffron, Emma Bunton, e per questo verrà rinchiusa e Bo (Mo Gaffney), la seconda moglie di Marshall.

## Episodi
La serie è andata in onda sulla BBC per cinque stagioni tra il 1992 e il 2003 per un totale di 32 episodi. A questi vanno aggiunti 7 episodi speciali andati in onda tra il 1996 e il 2012: 2 episodi sono andati in onda nel 1996 (The Last Shout I e The Last Shout II), un episodio nel 2002 (Gay), un episodio il giorno di Natale del 2004 (White Box) e 3 episodi tra il 2011 e il 2012 per il 20º anniversario della serie (Identity, Job, Olympics). In Italia, la serie è andata in onda tra il 2003 e il 2004 su Canal Jimmy (in lingua originale), e poi su Paramount Comedy (dal 1º novembre 2004) e, in replica, su Sky Show (dal 12 dicembre 2006). La serie è tornata in replica sugli schermi italiani dal 14 al 25 maggio 2016 su Sky Mario, canale speciale (e provvisorio) di Sky Atlantic nato per festeggiare l'inizio della nuova serie di Corrado Guzzanti Dov'è Mario?.
| Stagione            | Episodi | Prima TV UK | Prima TV Italia |
| ------------------- | ------- | ----------- | --------------- |
| Prima stagione      | 6       | 1992        | 2003            |
| Seconda stagione    | 6       | 1994        | 2004            |
| Terza stagione      | 6       | 1995        |                 |
| "Specials"          | 2       | 1996        |                 |
| Quarta stagione     | 6       | 2001        |                 |
| "Special"           | 1       | 2002        |                 |
| Quinta stagione     | 8       | 2003        |                 |
| "Christmas Special" | 1       | 2004        |                 |
| "20th Anniversary"  | 3       | 2011-2012   |                 |

## Guest star
Numerose sono state le apparizioni di guest star: Emma Bunton, Twiggy, Helena Bonham Carter, Naomi Campbell, Marianne Faithfull (nel ruolo di Dio), Minnie Driver, Jean Paul Gaultier, Whoopi Goldberg, Debbie Harry, Elton John, Christian Lacroix, Miranda Richardson e Kristin Scott Thomas solo per citarne alcune.

## Riconoscimenti
La serie è andata in onda per cinque stagioni, a partire dal 1992, sulla BBC e ha vinto numerosi premi tra cui: due BAFTA, un British Comedy Award e un Emmy.
Tale fu il successo che nel 1994 i Pet Shop Boys incisero un brano (intitolato Absolutely Fabulous) che raggiunse il sesto piazzamento in classifica in Gran Bretagna. Il brano contiene un campionamento di diverse puntate della serie televisiva, e anche il video venne realizzato con diversi spezzoni della serie.